# Klijentsko-poslužnička arhitektura
Klijentsko-poslužnička arhitektura (eng. Client-server architecture) je pojam kojim se označuje razmjena podataka između dvaju ili više uređaja koji su povezani u mrežu.
Drugi nazivi za ovaj pojam u hrvatskoj literaturi su klijentsko-poslužiteljska arhitektura, klijentska arhitektura, arhitektura klijent-poslužitelj, arhitektura korisnik-služnik, korisničko-služnička arhitektura i klijentsko-serverska arhitektura.